# Sekten (bok)
Sekten är en roman av Peter Pohl utgiven år 2005. Romanen är verklighetsbaserad och bygger på intervjuer med personer i en sekt som existerar och har därför undertiteln en sann historia. Sekten som romanen skildrar är World Light Center, vars ledare var Lilly Gardeby (1927-2004).

## Handling
Romanen handlar om en kvinna, hennes man och deras fyra barn som dras in i en sekt kring en karismatisk kvinna, Irja Ljusmark.